# 욕망을 파는 집
욕망을 파는 집(Needful Things, 니드풀 싱스)은 미국 작가 스티븐 킹이 1991년에 발표한 공포 소설이다. 킹이 마약과 알코올 의존증에서 재활한 뒤 쓴 첫 소설이다. 1993년 프레이저 C. 헤스턴(Fraser C. Heston)이 감독한 동명의 영화(욕망을 파는 집 (영화))로 제작되었다. 이 이야기는 많은 킹 이야기의 배경인 메인주 캐슬록 마을에 새로 도착한 리랜드 건트(Leland Gaunt)가 관리하는 수집품과 골동품을 판매하는 상점에 초점을 맞추고 있다. 건트는 종종 고객에게 그들이 끌리는 품목에 대한 대가로 장난이나 신비한 행동을 하도록 요청한다. 시간이 지남에 따라 많은 행위와 장난은 마을 사람들의 공격성을 증가시키고 혼란과 죽음으로 이어진다. 이 책의 주인공은 이전에 스티븐 킹의 소설 다크 하프 (소설)에 등장한 앨런 팽본(Alan Pangborn)이다.
표지에 따르면 이 소설은 『라스트 캐슬락 스토리』이다. 그러나 이 마을은 나중에 단편 소설 "It Grows on You"(킹에 따르면 욕망을 파는 집의 에필로그 역할을 하는 킹의 1993년 컬렉션 Nightmares & Dreamscapes에 게시됨)와 킹의 2017년 소설 그웬디의 버튼 상자(리차드 치즈마와 공동 집필) 및 그의 2018년 중편 소설 고도에서(Elevation)의 배경이 되었다.